# 彼得拉拉塔
彼得拉拉塔（Pietralata）是意大利罗马的第 21新城分区，由首字母Q. XXI识别。名字来自拉丁语Prata Lata  ，意思是大片田野。

## 名胜
- 蒂布尔蒂纳路圣亚大纳削堂

## 交通
- 彼得拉拉塔地铁站